# Евразия (тоннель)
Тоннель «Евразия» (тур. Avrasya Tüneli) — автомобильный подводный тоннель под проливом Босфор в Стамбуле (Турция). Тоннель был официально открыт 20 декабря 2016 года, а для движения — 22 декабря 2016 года.
Двухэтажный тоннель длиной 5,4 км (3,4 мили) соединяет Кумкапы в европейской части и Кадыкёй в азиатской части Стамбула. Протяжённость — 14,6 км (9,1 мили), включая подъездные пути к тоннелю. Он пересекает Босфор под морским дном, достигая максимальной глубины в 106 м. Находится примерно в 1 км к югу от подводного железнодорожного тоннеля Мармарай, который был открыт 29 октября 2013 года. Путешествие между двумя континентами занимает около 5 минут. Плата взимается в обоих направлениях; с февраля 2020 года 36,40 лир (около 4 долларов США) для автомобилей и 54,70 лир (6 долларов США) для микроавтобусов. В феврале 2021 года плата за проезд увеличилась на 26% до 46 лир (примерно 6,20 доллара США) и 69 лир (примерно 9,30 доллара США) соответственно.
Концептуальные основы тоннеля «Евразия» восходят к выводам Генерального плана развития транспорта 1997 года, выдвинутого Стамбульским университетом от имени столичного муниципалитета Стамбула. На основе этого плана в 2003 году было проведено предварительное технико-экономическое обоснование для нового перехода через Босфор. Согласно результатам этого исследования, автомобильный тоннель был рекомендован как решение, предлагающее наиболее высокую степень осуществимости.
Тоннель длиной 3340 м был построен с использованием проходческого щита TBM Mixshield Slurry диаметром 13,7 м, специально разработанного и оснащённого новейшими дисковыми фрезами.
Тоннель спроектирован таким образом, что в нём есть защищённые отделения неотложной помощи на интервалах 200 м для обеспечения укрытия, а также путей эвакуации на другой уровень тоннеля. Через каждые 600 м (2000 футов) выделена аварийная площадка, оборудованная телефоном службы экстренной помощи.
Ограничение скорости на маршруте тоннеля 70 км/ч (43 мили в час).